# Lars Hamberg (författare)

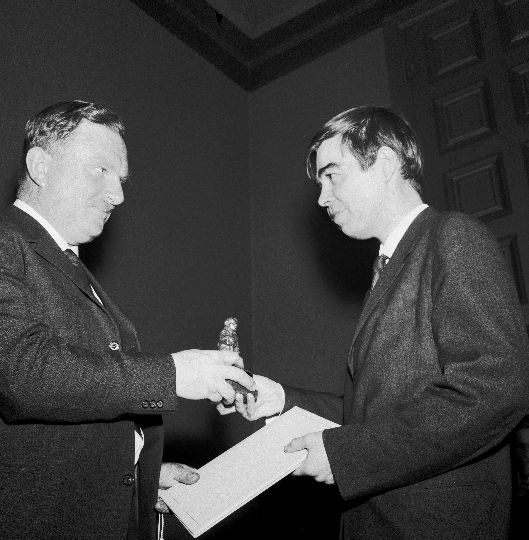
Lars Hamberg (t.v.) tilldelar Agricolapriset till Pentti Saarikoski våren 1965.

Lars Christian Hamberg, född Skoglund 19 februari 1922 i Helsingfors, död där 23 december 2005, var en finlandssvensk författare, översättare och kulturjournalist.
Hamberg blev fil. mag. 1950 och var verksam som litteratur-, konst- och teaterkritiker i finlandssvenska, finska och skandinaviska tidningar och tidskrifter. Han har även verkat som regissör vid Finlands radioteater, ofta av egna pjäser.